# Horní Rokytá
Horní Rokytá je vesnice, část obce Rokytá v okrese Mladá Boleslav. Nachází se asi dva kilometry severozápadně od Rokyté. Horní Rokytá je také název katastrálního území o rozloze 5,5 km².

## Historie
První písemná zmínka o vesnici pochází z roku 1356.

## Pamětihodnosti
- Výklenková kaplička

## Galerie

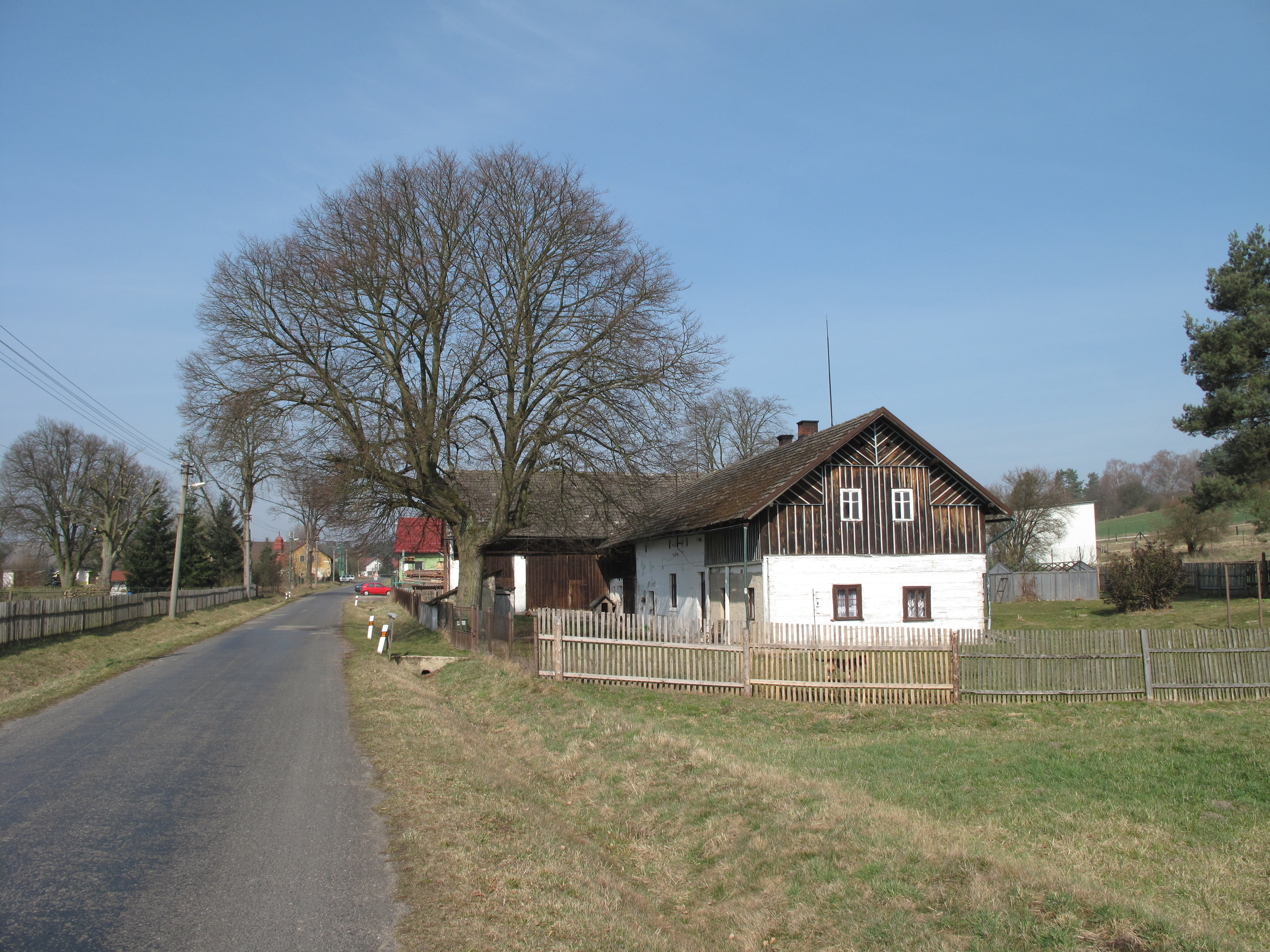
Dům u cesty
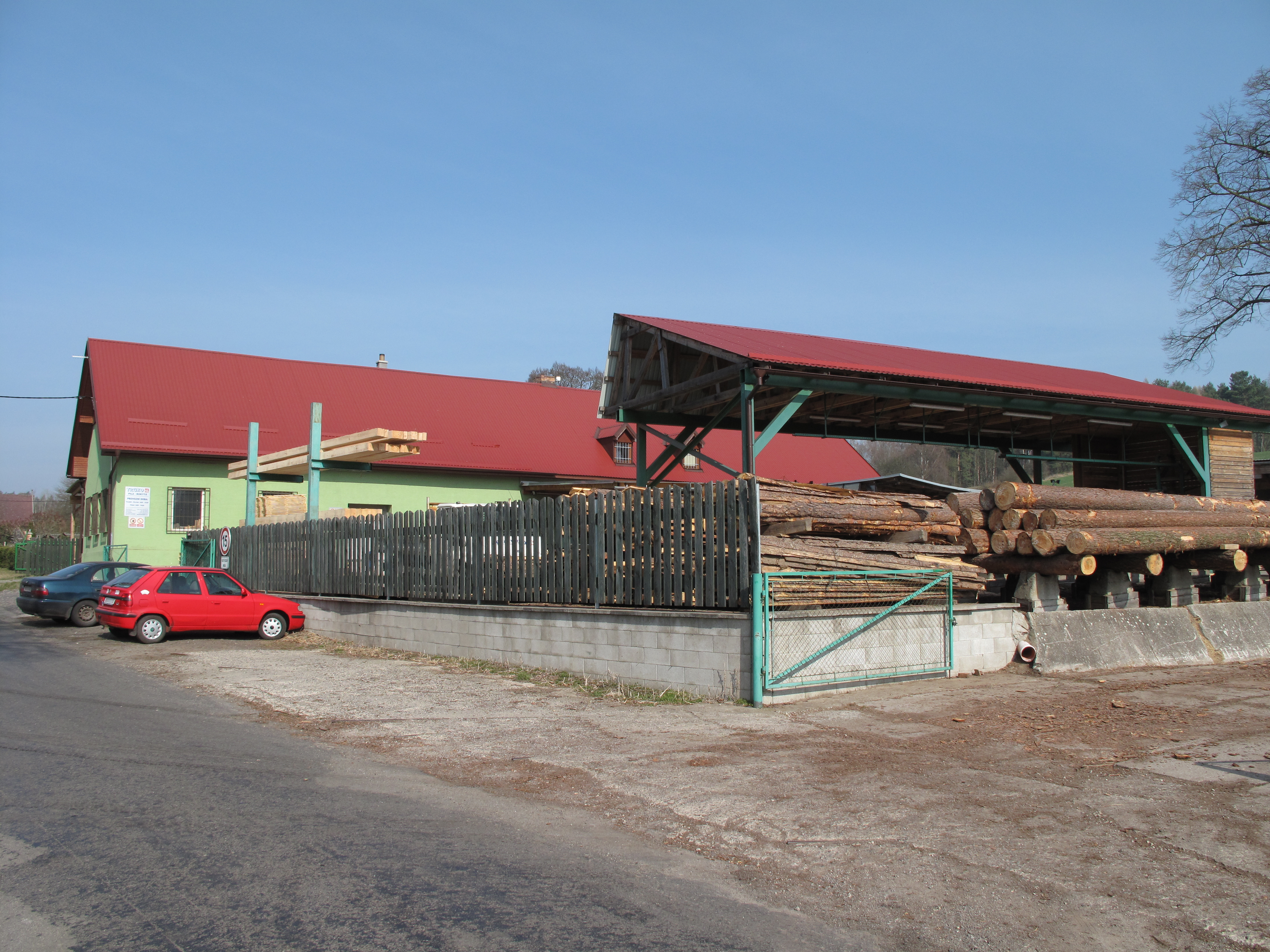
Pila
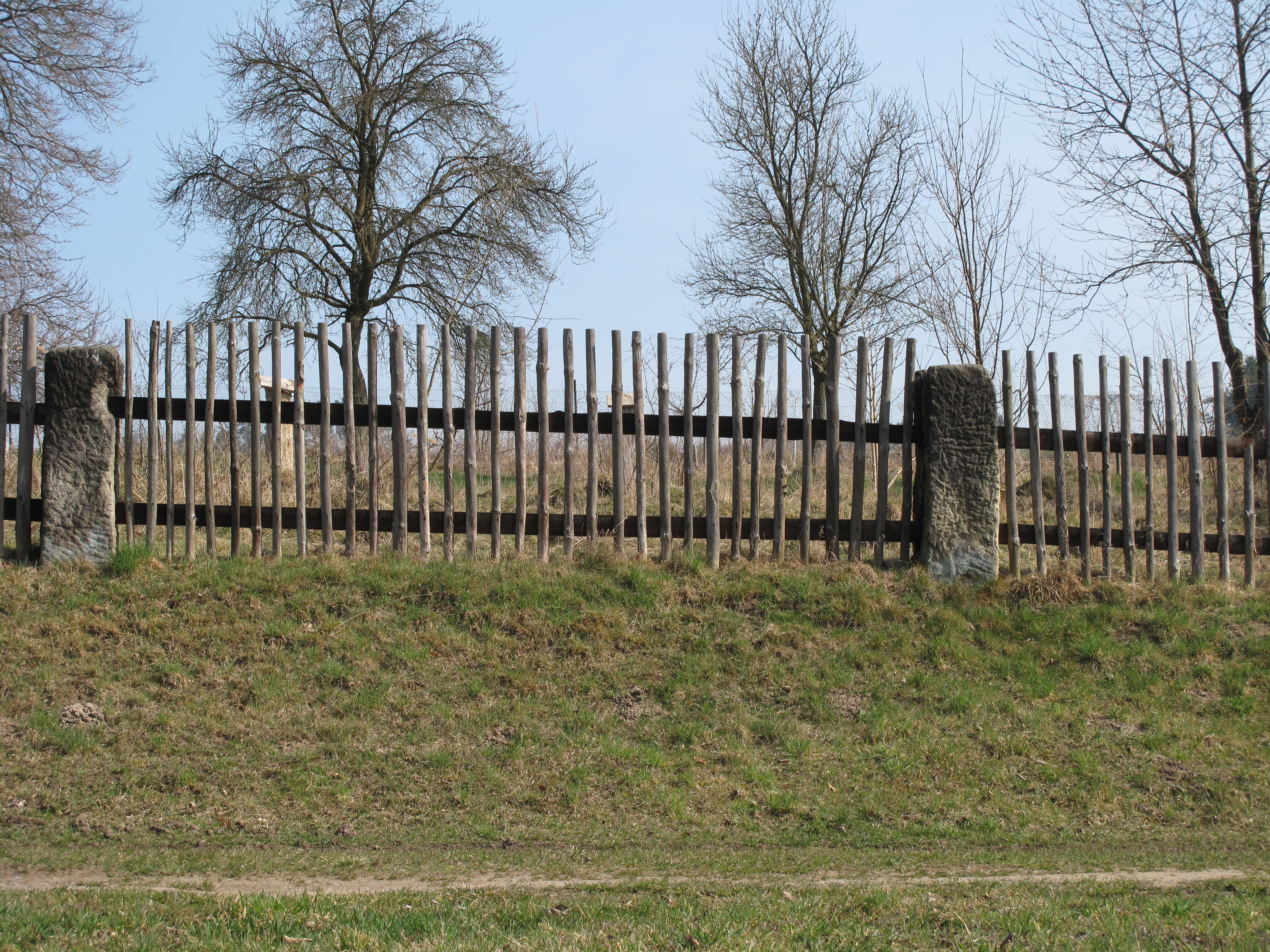
Plot